# Betriebsgelände

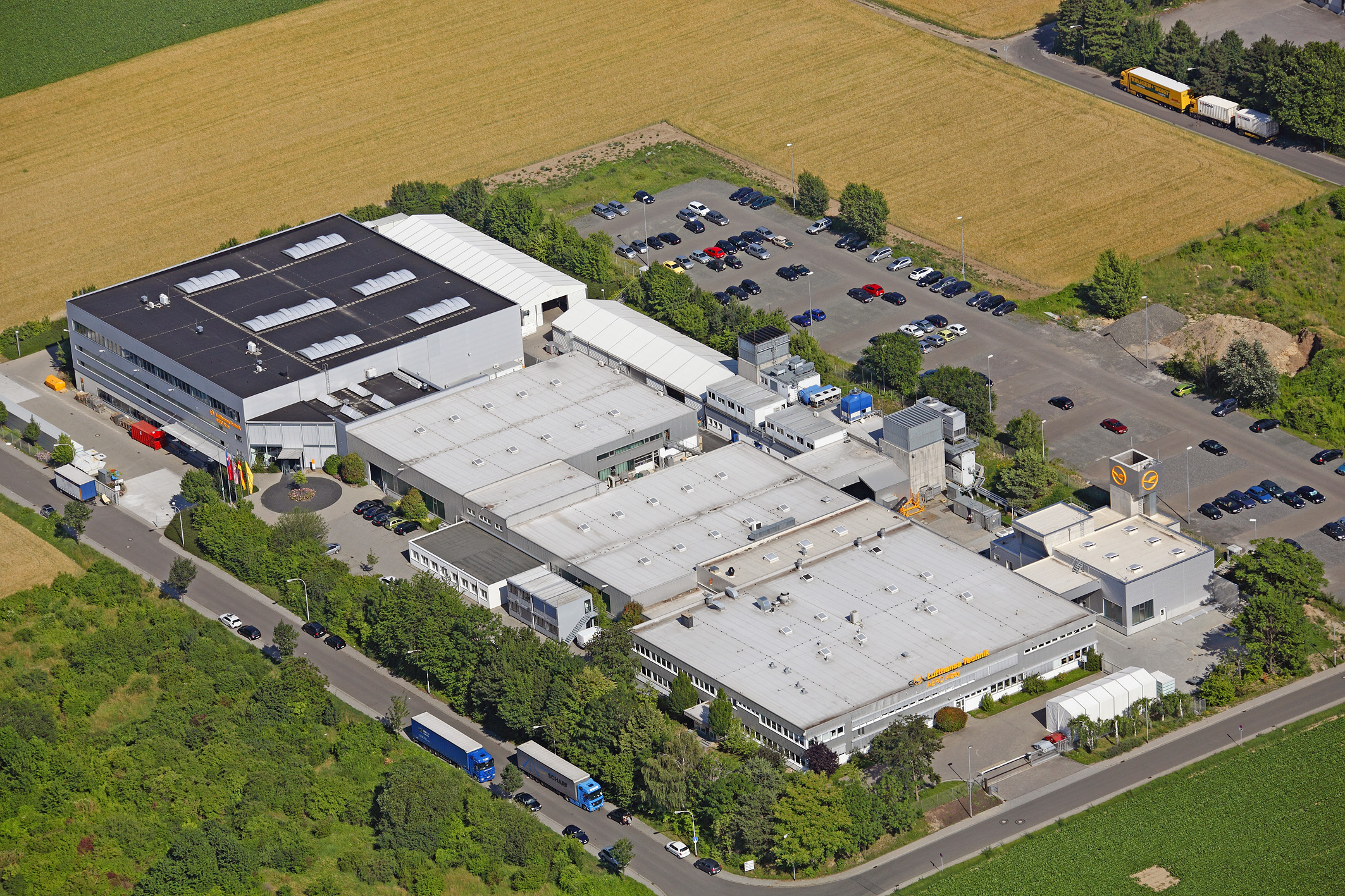
Ein Betriebsgelände

Ein Betriebsgelände ist ein nicht-öffentlicher Bereich, auf dem sich Anlagen, Betriebsstätten, Verwaltungen und Geschäftssitze von Betrieben befinden.

## Allgemeines
Eine Legaldefinition des Betriebsgeländes findet sich beispielsweise in § 82 Abs. 2 Ziffer 2 LWasserG (BW) als „abgegrenzter Teil der Erdoberfläche, auf dem sich Anlagen, Geschäftseinrichtungen oder Betriebsbereiche befinden, die in räumlichem, technischem oder betrieblichem Zusammenhang stehen und der Aufsicht oder Verfügungsgewalt einer natürlichen oder juristischen Person (Betreiber) unterliegen“. Es handelt sich also im Gelände, das der gewerblichen Nutzung durch Betriebe dient und von Kleinbetrieben bis zu großflächigen Industrieparks reichen kann. Die Bedeutung des Betriebsgeländes liegt vor allem wirtschaftlich darin, wesentlicher Teil des Betriebsvermögens zu sein, während es immissionsrechtlich eine Gefahrenquelle für die Arbeitnehmer und die Öffentlichkeit darstellen kann. Da es ein nicht-öffentlicher Bereich ist, muss die Straßenverkehrsordnung hier nicht gelten; der Betreiber besitzt Hausrecht.

## Regelungen

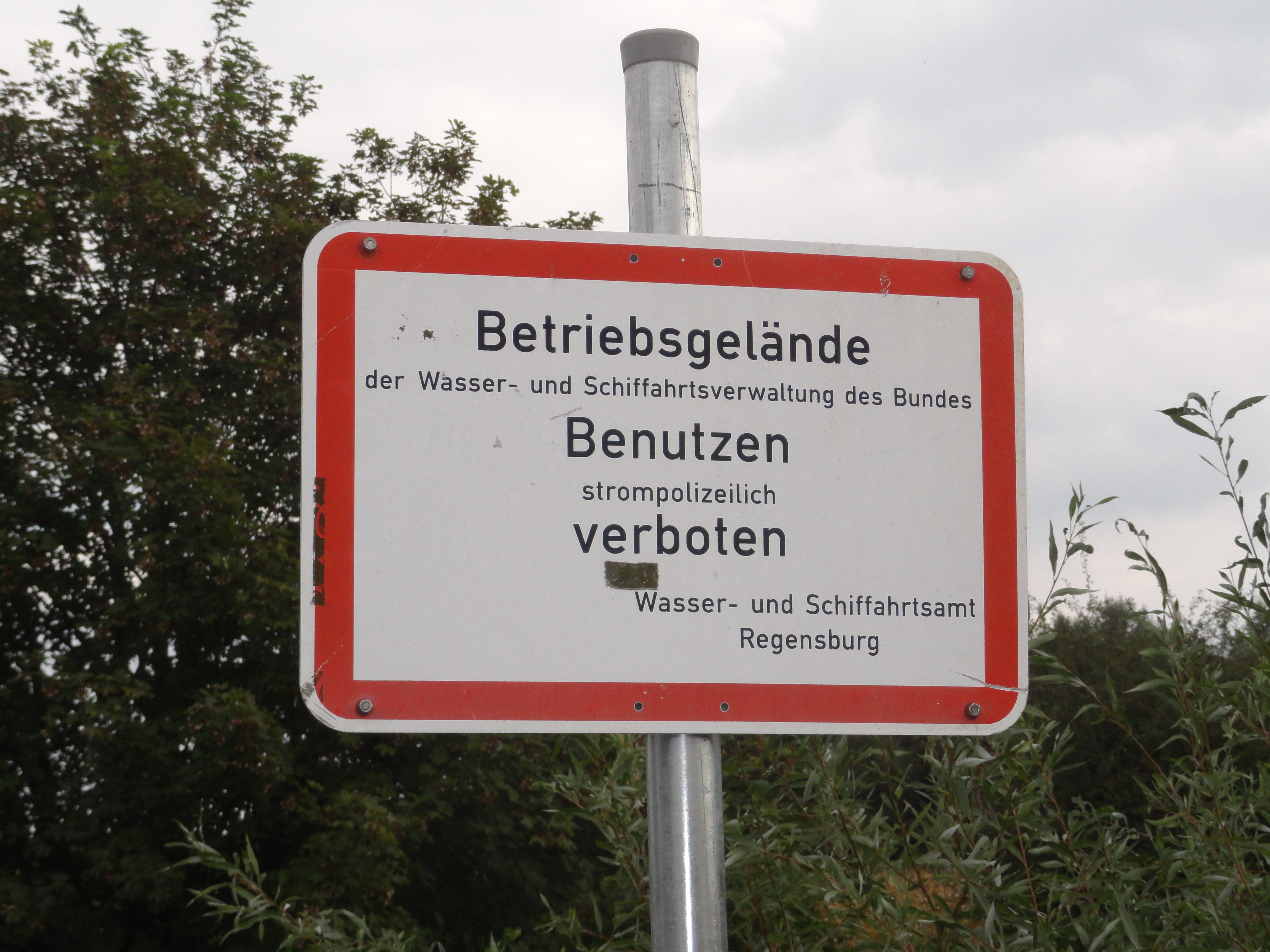
Schild Betriebsgelände

In Deutschland besteht keine generelle Regelung zur Einzäunung von Betriebsgeländen. Die EG-Richtlinie 89/654/EWG enthält einige Regelungen bezüglich von Verkehrswegen und Gefahrenbereichen auf Betriebsgeländen. Demnach müssen unbefugte Arbeitnehmer daran gehindert werden, Bereiche eines Betriebsgeländes betreten zu können, auf denen eine Gefahr des Herabfallens von Gegenständen besteht. Des Weiteren besteht eine Einzäunungspflicht nach der allgemeinen Verkehrssicherungspflicht für Anlagenteile, von denen eine besondere Gefahr für Leib und Leben ausgehen kann, wie beispielsweise solche mit offen spannungsführenden Teilen, Absturzgefahr oder Ähnlichem (§ 5 Abs. 1 Ziff. 1 BImSchG).

## Versicherungslage
Für die versicherungstechnische Abwicklung von Arbeits- oder Dienstunfällen ist es maßgebend, ob sich diese auf dem Betriebsgelände oder außerhalb von diesem ereignet haben (vgl. § 8 SGB VII).